# 桂林金線魮
桂林金線魮（学名：Sinocyclocheilus guilinensis）为輻鰭魚綱鯉形目鲤科的其中一種，分布於亞洲中國廣西壯族自治區桂林市，本魚體側扁，口端位，具觸鬚2對，側線完整，體被鱗片，側線鱗41-50枚，眼睛發育完全，體色淡黃色，顏側線上部顏色較深，體無斑點，尾鰭叉形，上下葉圓鈍，胸鰭短，不及腹鰭起點，背鰭軟條7枚；臀鰭軟條5枚；脊椎骨36至37個，體長可達13.7公分，棲息在溶洞或地下河，生活習性不明。
其种加词“guilinensis”意为“广西桂林的”。